# The Chambers Brothers
The Chambers Brothers is een Amerikaanse psychedelische soulband, vooral bekend van hun elf minuten durende hit Time Has Come Today uit 1968. De band maakte deel uit van de golf van nieuwe muziek die Amerikaanse blues- en gospel-tradities integreerde met moderne psychedelische en rockelementen. Hun muziek is levend gehouden door intensief gebruik in filmsoundtracks.

## Bezetting
- George Chambers[4]
- Joe Chambers[5]
- Lester Chambers[6]
- Willie Chambers[7]
- Brian Keenan[8]

## Geschiedenis
Oorspronkelijk uit Carthage (Mississippi), verbeterden de gebroeders Chambers voor het eerst hun vaardigheden als koorleden in hun baptistenkerk. Deze opzet eindigde in 1952 toen de oudste broer George werd opgeroepen voor het leger. George verhuisde na zijn ontslag naar Los Angeles en al snel vestigden zijn broers zich daar ook. Als viertal begonnen ze in 1954 met het uitvoeren van gospel en folk in de hele regio van Zuid-Californië, maar ze bleven min of meer onbekend, totdat ze in 1965 in New York verschenen.
Bestaande uit George (26 september 1931 - 12 oktober 2019) op washtub-bas (later Danelectro-basgitaar), Lester (geb. 13 april 1940) op mondharmonica en Willie (geb. 3 maart 1938) en Joe (geb. 22 augustus 1942) op gitaar begon de band zich buiten het gospelcircuit te begeven en speelde in koffiehuizen, die folkloristische acts boekten. Ze speelden op plaatsen als The Ash Grove, een zeer populaire folkclub in Los Angeles. Het werd een van hun favoriete plekken en bracht hen in contact met Hoyt Axton, Ramblin' Jack Elliott, dominee Gary Davis en Barbara Dane. Dane werd een groot supporter en trad op en nam op met de broers. Met de toevoeging van Brian Keenan (28 januari 1943 - 5 oktober 1985) op drums, nam Dane hen mee op tournee en stelde de broers voor aan Pete Seeger, die hielp The Chambers Brothers op de affiche te zetten van het Newport Folk Festival in 1965. Een van de nummers die ze speelden, I Got It, verscheen op de compilatie-lp Newport Folk Festival 1965, uitgegeven bij Vanguard Records.
Ze werden meer geaccepteerd in de folkgemeenschap, maar zoals velen in het folkcircuit, wilden ze hun muziek elektrificeren en een meer rock-'n-roll-geluid ontwikkelen. Joe Chambers herinnerde zich in een Goldmine-artikel uit mei 1994 dat mensen op het Newport Folk Festival hekken afbraken en naar het podium renden. Zoiets had Newport nog nooit gezien of gehoord. Nadat de band klaar was en het publiek eindelijk tot rust kwam, kwam de MC naar voren en zei: Of je het nu weet of niet, dat was rock-'n-roll. Die avond speelden ze op een postconcertfeest voor festivalartiesten en gingen naar een opnamesessie van de pas geëlektrificeerde Bob Dylan. Kort na hun verschijning in Newport bracht de band hun debuutalbum People Get Ready uit.
De band scoorde in het najaar van 1968 hun enige grote hit met Time Has Come Today, een 11 minuten durende opus geschreven door Joe en Willie Chambers en gemarkeerd door echoënde vocale effecten en Keenans drumwerk, dat het nummer een psychedelisch gevoel gaf. Time Has Come Today werd als single uitgebracht en bracht in september/oktober vijf opeenvolgende weken door op #11 in de Billboard Hot 100, waarbij de top tien net werd gemist.
Latere incarnaties van de band waren onder meer sessiegitarist Steve Hunter (bekend van zijn werk met Alice Cooper) en sessie-expert Stephen Patt (Northwind), waardoor de broers vrijkwamen om frontman te worden, niet alleen instrumentalist. Echter, door een opeenvolging van oneerlijke promotors en managers, kon de band niet verder bouwen op hun succes en gingen uiteindelijk uit elkaar in 1972. Het album Oh! My God, dat datzelfde jaar werd opgenomen voor Columbia Records, blijft onuitgegeven. Ze hervormden en verhuisden van Columbia naar Avco Records en brachten Unbonded (1974) en Right Move (1975) uit. In 1976 brachten de broers Recorded Live In Concert on Mars uit voor het label Roxbury. Ze hebben sindsdien onregelmatig getoerd. Ze waren gecontracteerd om Maria Muldaur te steunen op haar Gospel Nights-album. Ze maakten ook commercials voor Levi's jeans.
Lester verhuisde naar New York en formeerde een band met voormalig Electric Flag-bassist Harvey Brooks. Gitaristen Willie en Joe zouden werk vinden als sessiemannen, George ging terug naar het zingen van gospelmuziek en zou later diaken van zijn kerk worden. Keenan trok zich terug in Connecticut, waar hij zijn eigen opnamestudio oprichtte, zijn beroep als timmerman uitoefende en in 1985 overleed aan hartfalen. Art Ramsey werd aangenomen als vervangende drummer. Hij trad live, on-the-road en in veel verschillende steden en locaties op met The Chambers Brothers-band na het vertrek van Keenan. Later voegde L.A.-sessiedrummer Fabian Jolivet zich bij de band voor een tournee van 1997, die eindigde met de volledige bezetting die terugkeerde naar Ash Grove en een gospel-optreden speelde. In 2006 speelde gitarist Willie Chambers met de band Vince & The Invinceables op een benefietconcert voor Arthur Lee van de band Love en leverde een veelgeprezen optreden.
In 2015 was Joe Chambers te horen op locaties zoals Harold’s Place op Pacific Ave, San Pedro als The Joe Chambers Experience. In 2016 hervormden Willie, Joe en af en toe George, samen met hun neef Jerry Warner op bas, Crazy Tomes op gitaar en LA-drummer Jon McCracken, zich als The Chambers Brothers om shows te geven in Los Angeles, waaronder het wereldberoemde Grammy Museum in Los Angeles. George Chambers overleed op 12 oktober 2019 op 88-jarige leeftijd. Joe Chambers werkte samen met Marva Holiday en nam hun versie van To Love Somebody op. 
Joe Chambers overleed in augustus 2024.

## Discografie

### Singles
- 1968: Time Has Come Today
- 1968: I Can't Turn You Loose
- 1969: Wake Up
- 1970: Love, Peace And Happiness
- 1971: Funky
- 1974: Let's Go, Let's Go, Let's Go

### Studioalbums
- 1967: The Time Has Come
- 1968: A New Time – A New Day
- 1968: Shout
- 1969: Love, Peace And Happiness/Live At Bill Graham's Fillmore East
- 1970: Feelin' the Blues
- 1971: New Generation
- 1974: Unbonded
- 1975: Right Move

### Livealbums
- 1966: People Get Ready
- 1967: Now!
- 1976: Live in Concert on Mars
- 2004: Live Fillmore West 65
- 2005: Live

### Niet uitgebracht album
- 1972: Oh, My God!

### Compilaties
- 1968: Groovin' Time
- 1970: Chambers Brothers' Greatest Hits [dubbelalbum]
- 1971: Greatest Hits
- 1973: The Best of the Chambers Brothers [dubbelalbum]
- 1975: The Time Has Come / A New Time – A New Day [2 op 1 album]
- 1988: Greatest Hits
- 1995: Goin Uptown
- 1996: Time Has Come: Best Of The Chambers Brothers
- 1998: Time
- 1999: Now/People Get Ready [2 op 1 cd]

### Samenwerkingen
- 1966: Barbara Dane and The Chambers Brothers (1966)
- ????: Mike Bloomfield: From His Head To His Heart To His Hands (incl. Tombstone Blues - Alternate Chambers Brothers Version, met Bob Dylan)